# دانشگاه استونی بروک
دانشگاه استونی بروک (به انگلیسی: Stony Brook University) یک دانشگاه تحقیقاتی دولتی در استونی بروک واقع در ایالت نیویورک آمریکا است که در سال ۱۹۵۷ میلادی تأسیس شده‌است.
این دانشگاه عضوی از نظام دانشگاهی ایالتی نیویورک است و آزمایشگاه ملی بروکهیون مشهور به (BNL) را اداره می‌کند.
این آزمایشگاه در سال ۱۹۴۶ توسط بروکهیون، دانشمند متخصص در علوم هسته‌ای و با حمایت وزارت نیرو ایالات متحده آمریکا تأسیس گردید.

## افتخارات علمی
دپارتمان فیزیک این دانشگاه به ویژه دارای رتبه و اعتبار فراوان است (رتبه چهارم در فیزیک هسته‌ای در دانشگاه‌های آمریکا). نوبلیست‌های مشهور پال لاتربور و چن نینگ یانگ عضو هیئت علمی آن است.
در رشته‌های ریاضیات و روانشناسی نیز اعتبار ویژه دارد. از استادان معروف دیگر آن می‌توان ویلیام چیتیک را نام برد.
سعید امیرارجمند استاد ممتاز جامعه‌شناسی است. او دکترایش را در سال ۱۹۸۰ از دانشگاه شیکاگو گرفت و بنیان‌گذار انجمن مطالعات جوامع فارسی زبان است و در دانشگاه استنی بروک تدریس می‌کند.
دانشگاه استنی بروک در فلسفه قاره‌ای رتبه اول دانشگاه‌های آمریکاییست و دربارهٔ فلسفه فریدریش نیچه، مارتین هایدگر، ژاک دریدا، و دیگر فیلسوفهای قاره‌ای تحقیقات می‌شود. ویلیام چیتیک، مولوی و ابن عربی‌شناس معروف نیز در این دانشگاه تدریس می‌کند. ادوارد کیسی فیلسوف برجسته آمریکایی پدیده‌شناسی و روانکاوی از پروفسورهای نامدار این مؤسسه می‌باشد. در آخرین سال‌های عمرش، ژاک دریدا در دانشگاه استنی بروک تدریس می‌کرد و همچنین ژان فرانسوا لیوتار.
این دانشگاه آزمایشگاه ملی بروکهیون را اداره می‌کند.

## نگارخانه

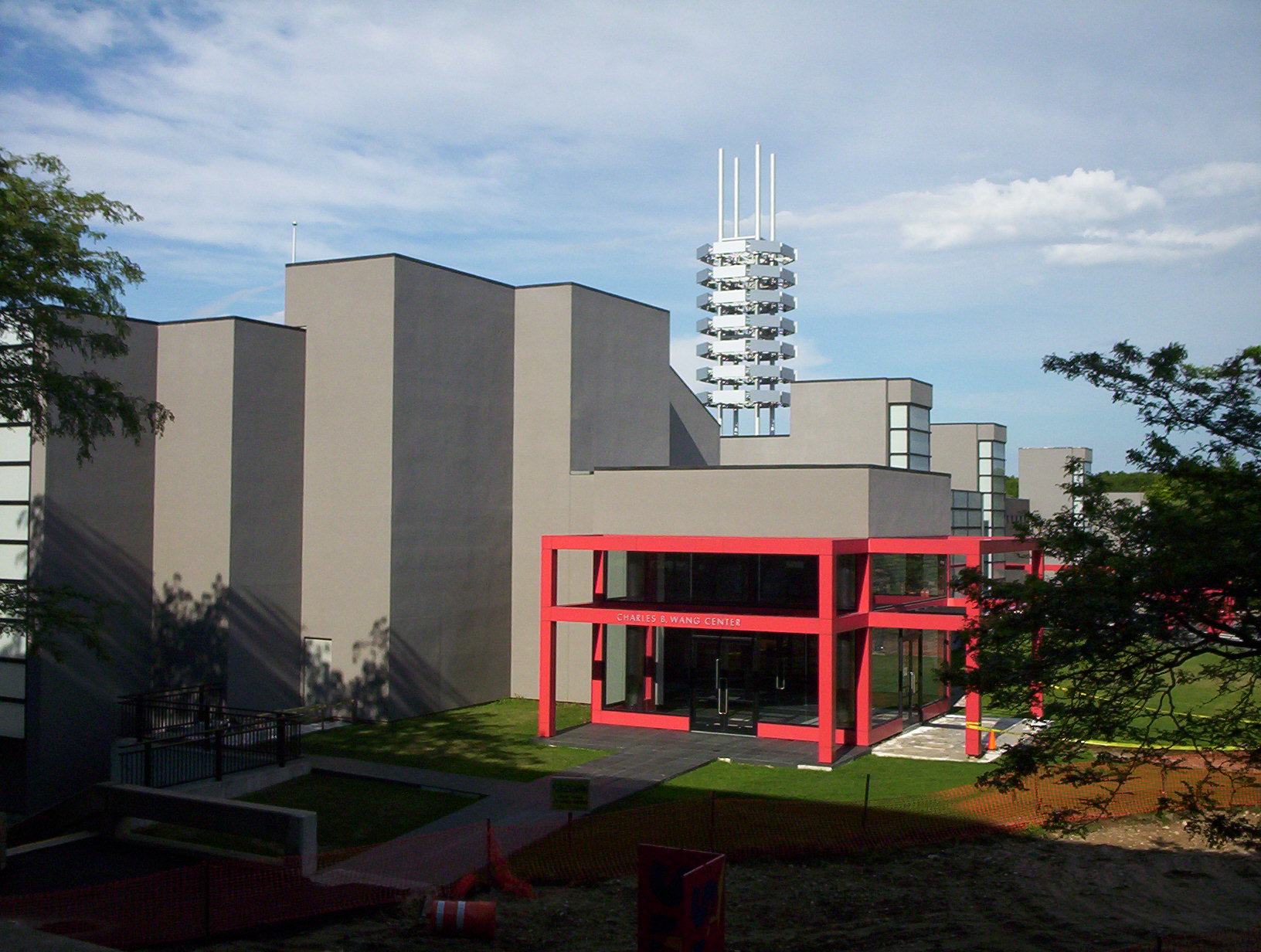
مرکز آسیایی آمریکایی «چارلز ونگ» در دانشگاه
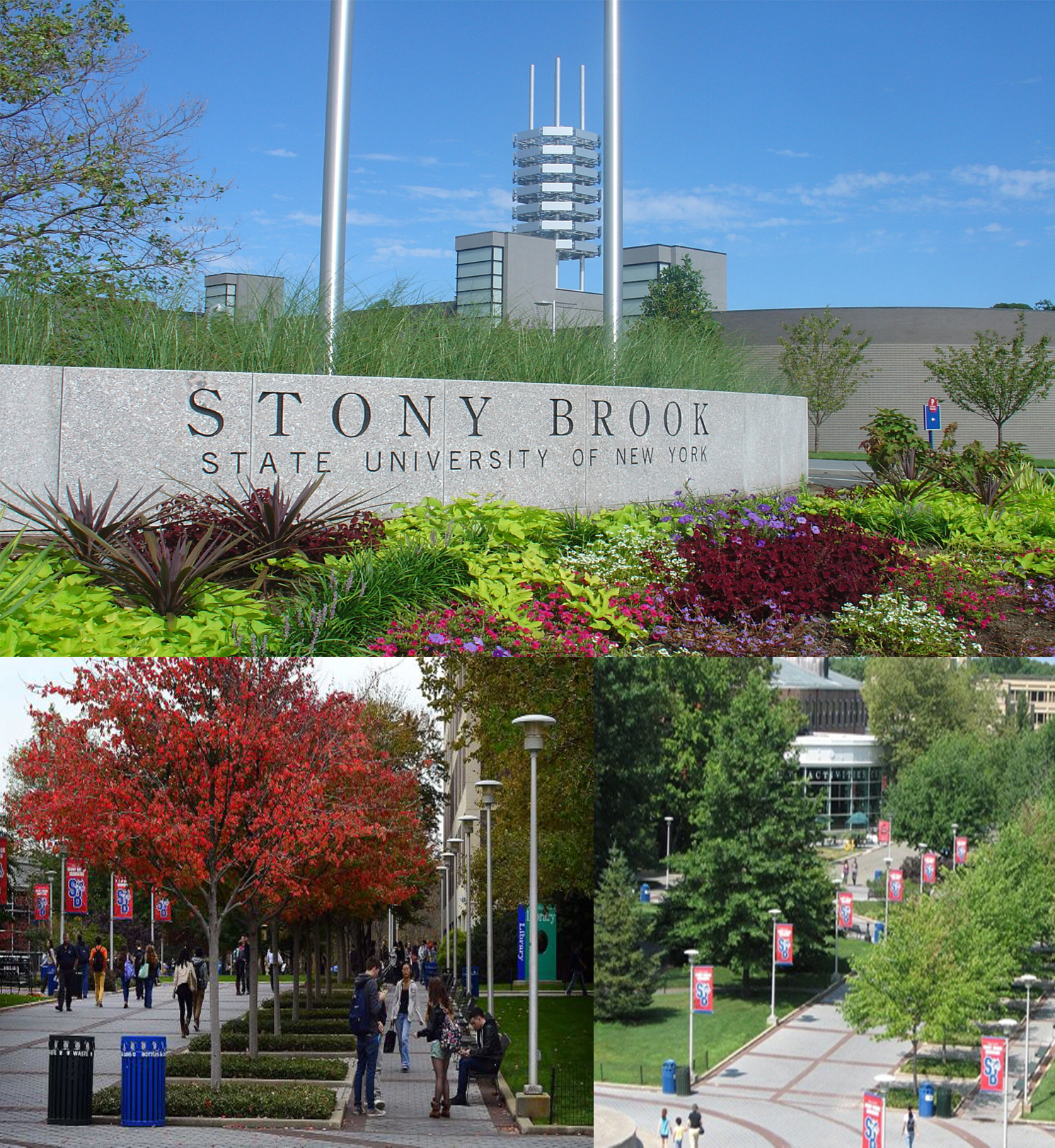
محوطه دانشکده پزشکی